# リンダ・スコット
リンダ・スコット（Linda Scott、1945年6月1日 - ）は、アメリカの女性歌手。1950年代後半から1970年代前半にかけて、ポップシンガーとして活躍した。リンダの最大のヒットとなったデビューシングル"I've Told Every Little Star"（邦題 星に語れば/1961年）をはじめ、リンダは様々な曲で活躍した。I've Told Every Little Starがデヴィッド・リンチ監督の「マルホランド・ドライブ」の劇中歌に使われる他、TBSの番組『マツコの知らない世界』のテーマソングに使われている。

## 生い立ち
リンダはニューヨーククイーンズ区で生まれた。リンダが11歳の時にニュージャージー州ティーネックへと引っ越した。
高校生の1959年、リンダはアーダー・ゴッドフレイのCBSラジオショーのオーディションに受かった。オーディションに受かったのをきっかけに、リンダは様々なラジオ番組でレギュラーゲストとして出演した。
1961年、リンダは Canadian-American Recordsの楽曲"Sleep Walk"に影響され、シングル、"I've Told Every Little Star"を発表した。I've Told Every Little Starのシングルが、１００万ヒットを達成すると、"I Don't Know Why" (U.S. #12), や "Don't Bet Money, Honey" (U.S. #9)などのレコードを売り上げた。
1964年1月、リンダの最後のチャート"Who's Been Sleeping In My Bed"を売り上げた。1965年には、スティーヴ･アライモと共演し、1967年に最後の曲、"They Don't Know You"を発表し1970年にリンダは芸能界での引退を発表した。

## 個人的な人生
リンダのインタビューによれば、リンダはフォート･サム･ヒューストン、テキサス州で2年間軍の検査技師をしていたことが分かった。また、アイオワ州のキングスウェイクリスチャン大学や神学校で学位をとっていることも分かった。1973年にリンダは軍隊で知り合った人と結婚し、一人の子供を出産するも後に離婚した。